# Полещиков, Николай Иванович
Николай Иванович Полещиков (4 мая 1910 — 13 ноября 1944) — командир отделения сапёрного взвода, участник Великой Отечественной войны, Герой Советского Союза.

## Биография
Родился 21 апреля 1910 года в селе Новая Жуковка (ныне — Базарно-Карабулакского района Саратовской области).
Участник Великой Отечественной войны. Воевал на Южном, Сталинградском, 4-м, 3-м и 2-м Украинских фронтах.
Звание Героя Советского Союза с вручением ордена Ленина и медали «Золотая Звезда» присвоено 3 июня 1944 года «за отвагу и доблесть, проявленных при форсировании рек Днепр и Ингулец».
Был ранен в бою 12 ноября 1944 года, умер от ран 13 ноября 1944 в 56 омсб, недалеко от города Цеглед. Был похоронен в Цегледе, позднее перезахоронен в Николаеве, ул. Степовая, 35, городское кладбище, участок 1.

### Семья
Жена — Любовь Алексеевна Полещикова.

## Награды
- Медаль «Золотая Звезда» Героя Советского Союза и орден Ленина (3.6.1944)
- Орден Отечественной войны I степени (14.12.1944)[8]
- Медали, в том числе:
  - «За отвагу» (3.8.1943)[9]

## Комментарии
1. ↑  В источниках[1][2][3] местом рождения указывается также ст. Шиханы
2. ↑  В других источниках указывается «погиб в бою 12 ноября 1944 года»[5][6], «умер от ран 12 ноября 1944 года»[1].
3. ↑  В источниках встречается указание на захоронение в Будапеште[1].